# Shidai Manhua
Shidai Manhua (xinès tradicional: 時代漫畫, xinès simplificat: 时代漫画, pinyin: Shídài Mànhuà, literalment 'Setmanari de dibuixos', en anglés: Modern Sketch), va ser una publicació artística mensual xinesa. Va publicar-se entre el gener del 1934 i el juny del 1937. Creada per Zhang Guangyu, el propietari de la publicació fou Shao Xunmei, i l'editor, Lu Shaofei.

## Història
Apareguda després del tancament de Shanghai Manhua, la revista fou publicada a Shanghai per l'empresa de Shao Xunmei, que també publicà Shidai Dianying (xinès tradicional: 時代電影) i Shidai Huabao (xinès tradicional: 時代畫報), i fins a un total de cinc publicacions diferents. Shidai Manhua va ser una de les vora vint revistes d'humor gràfic que es publicaren a Shanghai durant la dècada del 1930, i la més important publicació de vinyetes del país.
Amb més de cent autors publicats, moltes de les obres publicades a la revista van ser creades per estudiants i artistes joves que més endavant esdevindrien importants al país. Entre els autors hi trobem gent com Te Wei, Zhang Guangyu, Huang Yao i d'altres.
Estos autors estaven influenciats pel modernisme, i per artistes que visitarien Shanghai en l'època, com el mexicà Miguel Covarrubias. Es classifica la revista en l'estil Age Jazz. La publicació publicà artistes occidentals com Honoré Daumier, George Grosz, el col·laborador de Punch John Tenniel i fins tot obres japoneses del segle xii de Toba Sōjō. Artistes japonesos d'esquerra com Masamu Yanase també tingueren espai. Açò es devia a la presència en la publicació de Wang Dunqing, qui influït per Okamoto Ippei va ser un dels pioners de l'anàlisi del còmic al país.
La publicació nasqué amb títol bilingüe en xinés i anglés, i als primers números s'intentà incloure contingut en esta última llengua, sense massa èxit ni continuïtat. El preu de portada es mostrava tant en moneda nacional com en cèntims de dòlar, pràctica pensada tant per a atraure lectors occidentals com per a donar una imatge internacional. Entre les influències de la publicació, es trobava la revista americana Vanity Fair.
Pel que fa a les temàtiques tractades, la publicació tractà les agressions estrangeres al país, l'auge dels feixismes i oferí als lectors modernitat, avantguarda gràfica i nus femenins. El tractament satíric podia ser incisiu o elegant, de vegades simple i d'altres codificat. S'ha considerat que es tractava d'una revista creada per homes per a homes i que un indicador era l'abundància de representacions eròtiques de dones, incloses les dones semi-despullades i nues; l'editor Lu Shaofei i la pràctica totalitat dels artistes van fer representacions femenines. En alguns casos, l'objectiu dels dibuixos femenins era el de cridar l'atenció, i a vegades hi eren per a fer declaracions polítiques.
Es considera que Shidai Manhua i les publicacions germanes van ser famoses per la qualitat de la producció artística que apareixia a les seues pàgines. Pel que fa a la producció visual, que era central a la revista, hi trobem diferent estils d'humor gràfic o còmics, fotografies, collages i d'altres. També s'ha afirmat que Shidai Manhua suposa una finestra al passat, i que el seu contingut aporta una força visual contundent a les principals crisis i contradiccions que defineixen el segle XX de la Xina com una època perfectament moderna.
De la revista es publicaren 39 números. El número 26, imprès el febrer de 1936, representava negativament a Xu Shiying, l'ambaixador de la Xina al Japó. En conseqüència, les autoritats van suspendre la publicació de la revista a partir del març del 1936 i Lu Shaofei va ser detingut. La revista Manhua jie (Modern Puck), editada per Wang Dunqing, va publicar tres números mensuals durant el període en què es va suspendre la publicació de Shidai Manhua, amb contingut pràcticament idèntic al de la publicació suspesa. La publicació de Shidai Manhua va reprendre el maig d'aquell mateix any. Manhua jie va continuar publicant-se després de la represa de Shidai Manhua, tancant-se a finals de l'any de 1936. Amb l'inici de la Segona Guerra sinojaponesa, tanca l'empresa editora, Shidai Tushu Gongshi. L'últim número, aparegut el juny del 1937, serví per a publicar informació censurada.

## Galeria

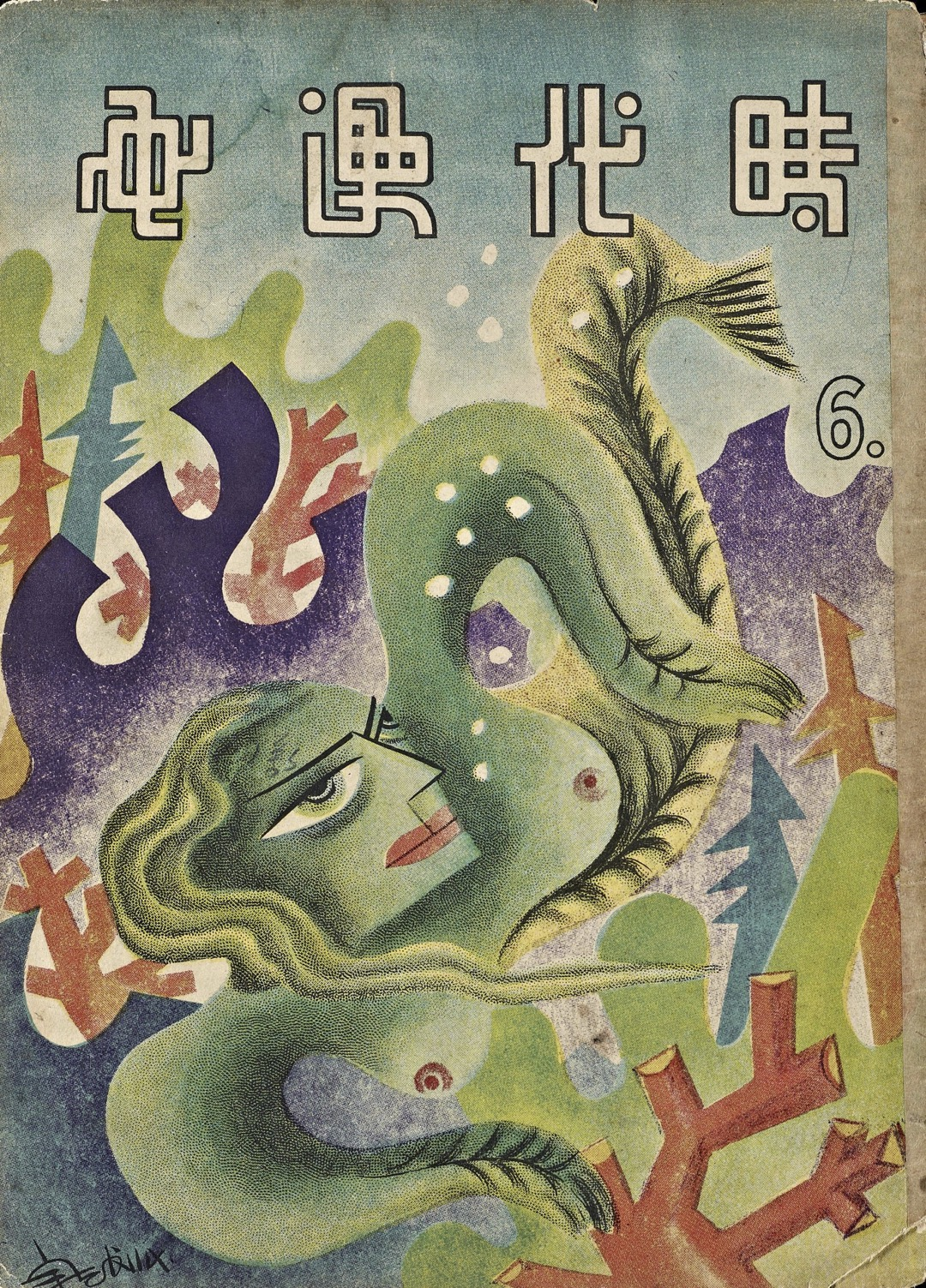
Portada del número 6.
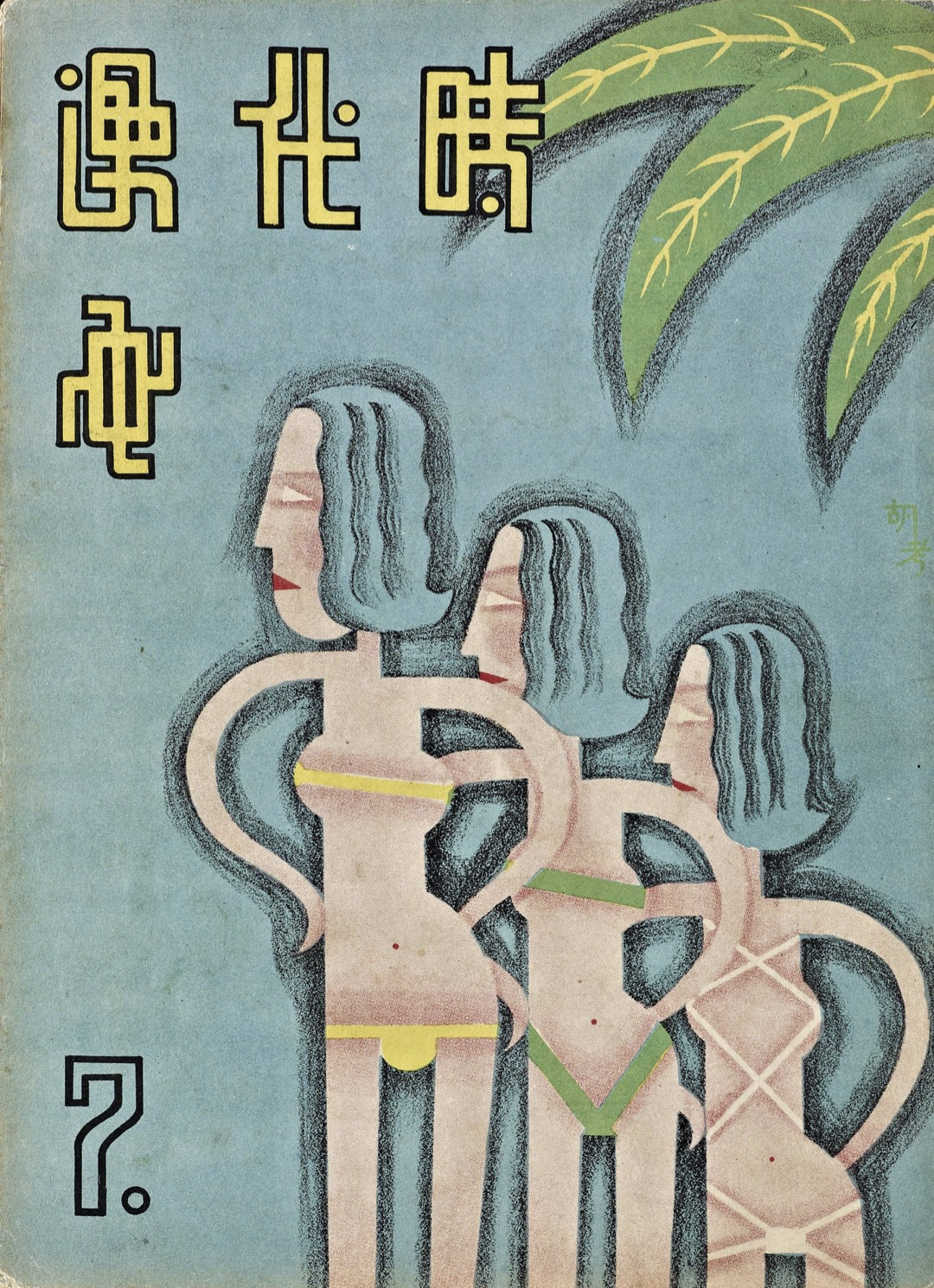
Portada del número 7, de Hu Kao.
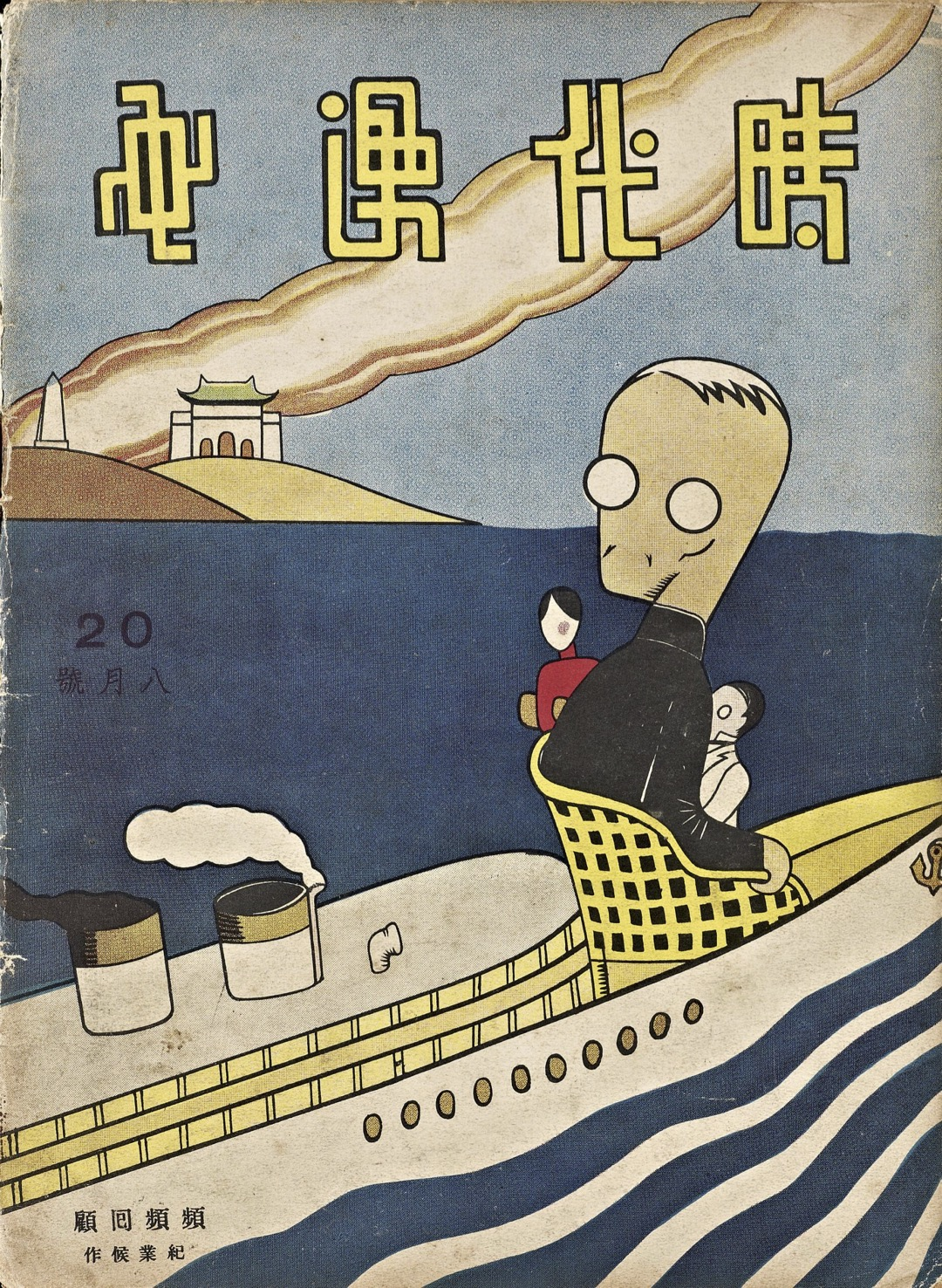
Portada del número 20, de Ji Yehou.
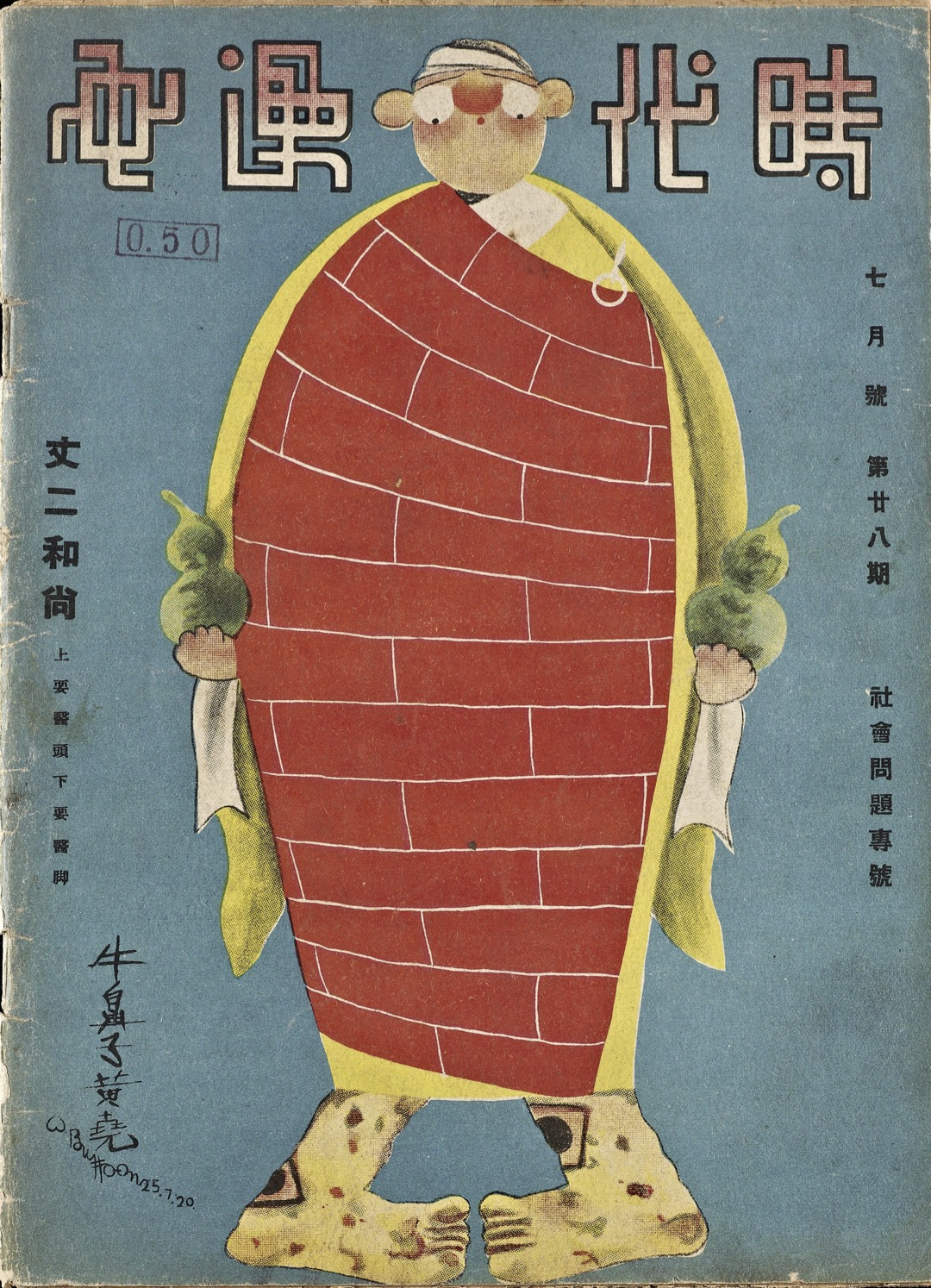
Contraportada del número 28, de Huang Yao.
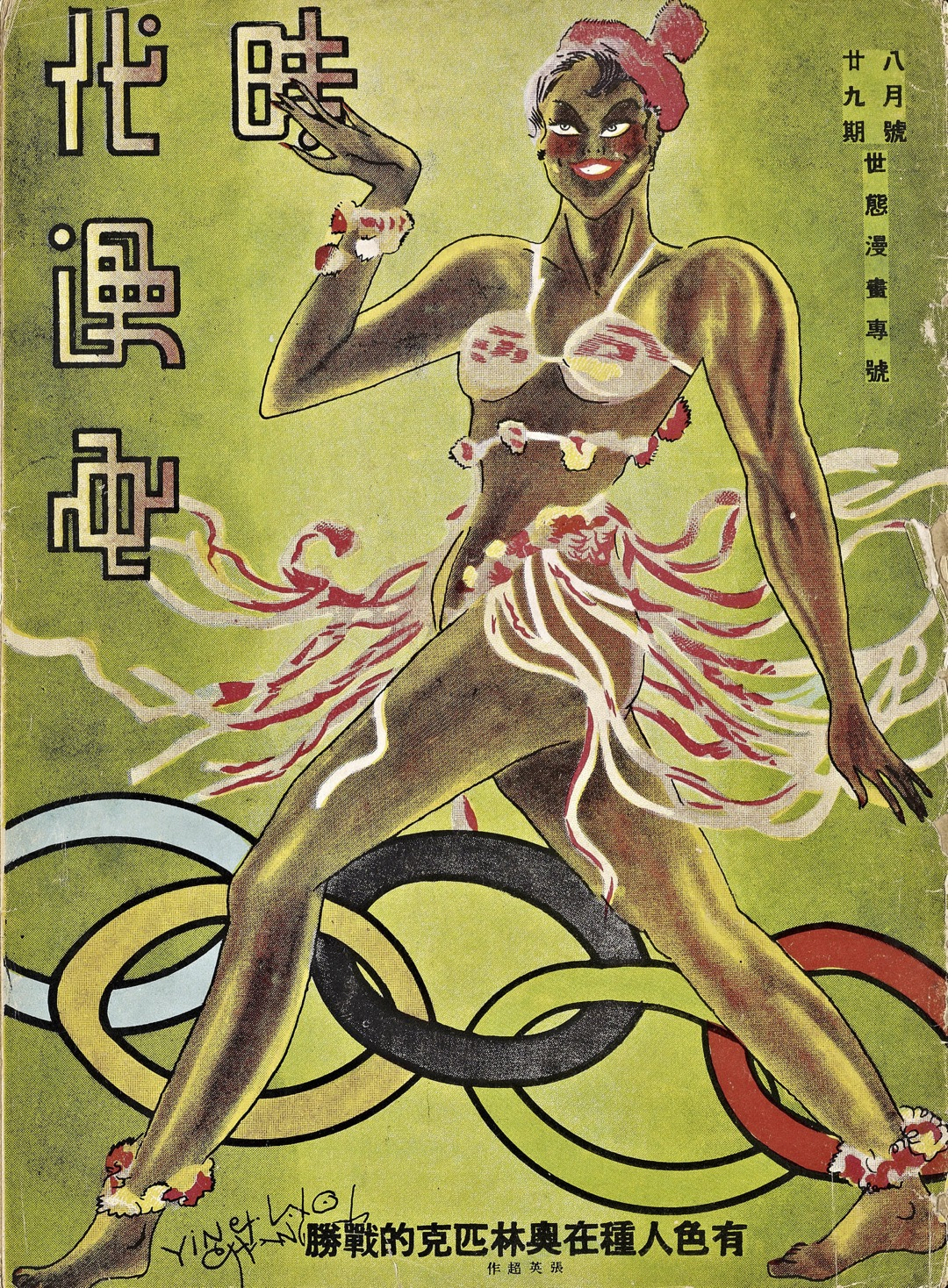
Portada del número 29.